# موتور یحیی بلوردی
موتور یحیی بلوردی یک منطقهٔ مسکونی در ایران است که در دهستان ارزوئیه واقع شده‌است.